# The Warrior (canção)
"The Warrior" é uma canção gravada pelo artista musical mexicano Diego Boneta e lançada em 10 de março de 2015 como primeiro single de seu primeiro extended play (EP), ainda sem nome, através da Sony Music, que a disponibilizou somente em formato digital. A obra, que segundo o intérprete fala sobre "ser um guerreiro rompendo barreiras mentais", esteve presente na trilha sonora da minissérie norte-americana The Dovekeepers, transmitida pela CBS. Foi escrita pelo filho do produtor da minissérie, Mark Burnett, e produzida por Ulisses Lozano. A faixa nunca foi promovida por apresentações ao vivo, no entanto, conta com um vídeo musical, o qual foi lançado no mesmo dia de sua liberação digital, sendo filmado na Califórnia sob a direção de Martin Landgreve e Magnus Jonsson e produção de Peter Williams. O material contém cenas com paisagens de The Dovekeepers e tem a participação de Maiara Walsh.

## Antecedentes e lançamento
Após o lançamento de seu segundo álbum de estúdio, Indigo (2008), que gerou os singles "Perdido en ti"/"Losing Me" e "Millón de años" e recebeu um disco de ouro em território mexicano, Boneta, que até então usava artisticamente o sobrenome González, passou a focar-se em sua carreira como ator. Dois anos depois, em 2010, realizou papéis nas séries Pretty Little Liars e 90210 e em ambas esteve presente um tema musical de sua autoria, "Siempre tú", composta tanto em espanhol quanto em inglês. O último envolvimento musical de Boneta ocorreu no filme Rock of Ages, de 2012, para o qual ele, além de protagonizá-lo, gravou alguns de seus temas sonoros. Em 2014, o cantor assinou um contrato com o selo latino da Sony Music. Em entrevista à revista Billboard, ele declarou que desejava voltar a carreira na música e que planejava lançar um extended play (EP) em dois idiomas (inglês e espanhol) em 2015.
Em 10 de março de 2015, a canção "The Warrior" foi lançada unicamente em formato digital. A faixa serviu como tema de abertura da minissérie The Dovekeepers — produzida por Roma Downey e Mark Burnett e transmitida pela CBS — e primeiro single do EP. A obra é um tema do gênero dance com influências eletrônicas. Foi composto pelo filho de Mark Brunett, produtor da mencionada série, e, segundo o intérprete, "fala de ser um guerreiro rompendo as barreras mentais; um guerreiro do amor".

## Vídeo musical
O videoclipe da canção foi filmado nas montanhas de Valencia, na Califórnia, visto que se parece muito ao cenário onde a minissérie The DoveKeepers foi gravada. Suas cenas consistem em corridas em plena paisagem deserta e entre ruínas e partes da minissérie na qual Diego interpreta o personagem Amram. Também divide as cenas do vídeo com a atriz Maiara Walsh, que trabalhou juntamente com ele no elenco do filme Mean Girls 2.